# Cantonul La Trimouille
Cantonul La Trimouille este un canton din arondismentul Montmorillon, departamentul Vienne, regiunea Poitou-Charentes, Franța.

## Comune
| Comune              | Populație (1999) | Cod poștal | Cod INSEE |
| ------------------- | ---------------- | ---------- | --------- |
| Brigueil-le-Chantre | 504              | 86290      | 86037     |
| Coulonges           | 259              | 86290      | 86084     |
| Haims               | 231              | 86310      | 86110     |
| Journet             | 378              | 86290      | 86118     |
| Liglet              | 297              | 86290      | 86132     |
| Saint-Léomer        | 178              | 86290      | 86230     |
| Thollet             | 171              | 86290      | 86270     |
| La Trimouille       | 966              | 86290      | 86273     |